# Kawaler Cesarstwa
Kawaler Cesarstwa – tytuł nadawany przez Napoleona I za wybitne zasługi i służbę u boku cesarza w latach 1808-1814. W przeciwieństwie do Kawalerów Legii Honorowej, którzy byli nagradzani, Kawalerowie Cesarstwa byli nobilitowani. Wraz z utworzeniem instytucji szlachty cesarstwa w 1808 każdy kawaler (uprzednio legionista) Legii Honorowej stawał się szlachcicem z rangą chevalier, jednakże szlachectwo to nie było dziedziczne. Z kolei tytuł chevaliera dziedzicznego mógł być również nadany przez Napoleona motu proprio, przez potwierdzenie przez co najmniej trzy pokolenia, przez przedstawienie dowodu pewnych dochodów bez konieczności posiadania majoratu, itd. Szlachectwo dziedziczyło się na zasadzie primogenitury, ale mogło też przejść zasadą adopcji. W późniejszych czasach te zasady były zmieniane (według: George Lucki, Marek Minakowski, Tadeusz Gajl)

## Polscy kawalerowie Cesarstwa
Tytuł, nazwisko, herb:
1. kawaler Bayer
2. kawaler Brodzki h. Łodzia
3. kawaler Daszkiewicz
4. kawaler Derengowski
5. kawaler Dobiecki
6. kawaler Godlewski h. Gozdawa
7. kawaler Hempel
8. kawaler Jerzmanowski
9. kawaler Kitz
10. kawaler Kolecki
11. kawaler Korczyński
12. kawaler Krokowski
13. kawaler Kulczycki h. Sas
14. kawaler Lasocki
15. kawaler Lechnowski
16. kawaler Lipowski
17. kawaler Łoski
18. kawaler Łubieński h. Pomian
19. kawaler Markowski
20. kawaler Mierosławski
21. kawaler Milberg
22. kawaler Mroziński
23. kawaler Msikowski
24. kawaler Murzynowski
25. kawaler Niechcielski
26. kawaler Pawelecki
27. kawaler Petrikowski
28. kawaler Razowski
29. kawaler Rechowicz
30. kawaler Rostworowski
31. kawaler Rudzki
32. kawaler Regulski
33. kawaler Schütz
34. kawaler Smett
35. kawaler Soczyński
36. kawaler Sosnowski
37. kawaler Skarzyński
38. kawaler Strowski
39. kawaler Szeptycki
40. kawaler Trzciński
41. kawaler Wendorff
42. kawaler Wołodkowicz
43. kawaler Wybicki
44. kawaler Wyczwiński
45. kawaler Wysocki
46. kawaler Żukowski
47. kawaler Zielonka
48. kawaler Ziemięcki
49. kawaler Zimmer
50. kawaler Zubrzycki
51. kawaler Zwiskowicz

## Literatura
- Tadeusz Gajl, Herby szlacheckie Polski porozbiorowej 1772-1918
- Artur Marek Wójtowicz, Nowa Szlachta, czyli o napoleońskiej tytulaturze słów kilka, Bytom 2008, ISBN 978-83-926158-5-9
- Józef Ostroróg-Sadowski: Tytuły dziedziczne w oświetleniu obowiązującego prawa. Warszawa: 1899, s. 115.
- Alfred Révérend: Armorial du Premier Empire. T. 1-4. Paryż: 1894-1897. (fr.). Brak numerów stron w książce<